# Soló (artista)
Soló (en llatí Solon, en grec antic Σόλων) fou un gravador de joies i pedres precioses, que probablement va viure en temps de l'emperador August, al mateix temps que el també gravador Dioscúrides.
Les seves fines obres i les de Dioscúrides van encetar una llarga escola de gravadors de joies que van florir en temps de l'Imperi, i que van passar en temps posteriors a diverses cases reials europees. No l'esmenta cap escriptor antic, però el seu nom apareix a algunes pedres precioses. Les seves obres conegudes són descrites a la Neues Allgemeines Künstler-Lexicon, vol XVII de Georg Kaspar Nagler.